# Peter Büttner (Eisschnellläufer)
Peter Büttner (* 26. Juli 1938 in Zürich) ist ein ehemaliger Schweizer Eisschnellläufer.
Büttner, der für den Eislauf-Club Zürich startete, nahm von 1960 bis 1964 an internationalen Wettbewerben teil und belegte bei den Olympischen Winterspielen 1964 in Innsbruck den 40. Platz über 5000 m. Seine beste Platzierung bei Schweizer Meisterschaften erreichte er in den Jahren 1962, 1963 und 1964 mit dem zweiten Platz im Grossen Vierkampf. Er nahm an keiner Weltmeisterschaft teil.
1963 organisierte Büttner den ersten und einzigen Seegfrörni-Lauf, einen Eisschnell-Volkslauf über die Marathondistanz von 42 km auf dem gefrorenen Zürichsee.

## Persönliche Bestzeiten
| Disziplin | Zeit        | Datum             | Ort   |
| --------- | ----------- | ----------------- | ----- |
| 500 m     | 44,5 s      | 23. Januar 1964   | Davos |
| 1000 m    | 1:38,3 min  | 21. Dezember 1958 | Davos |
| 1500 m    | 2:17,9 min  | 23. Januar 1964   | Davos |
| 3000 m    | 4:51,3 min  | 23. Januar 1964   | Davos |
| 5000 m    | 8:27,0 min  | 4. Januar 1964    | Davos |
| 10'000 m  | 17:07,5 min | 4. Januar 1964    | Davos |